# STM32

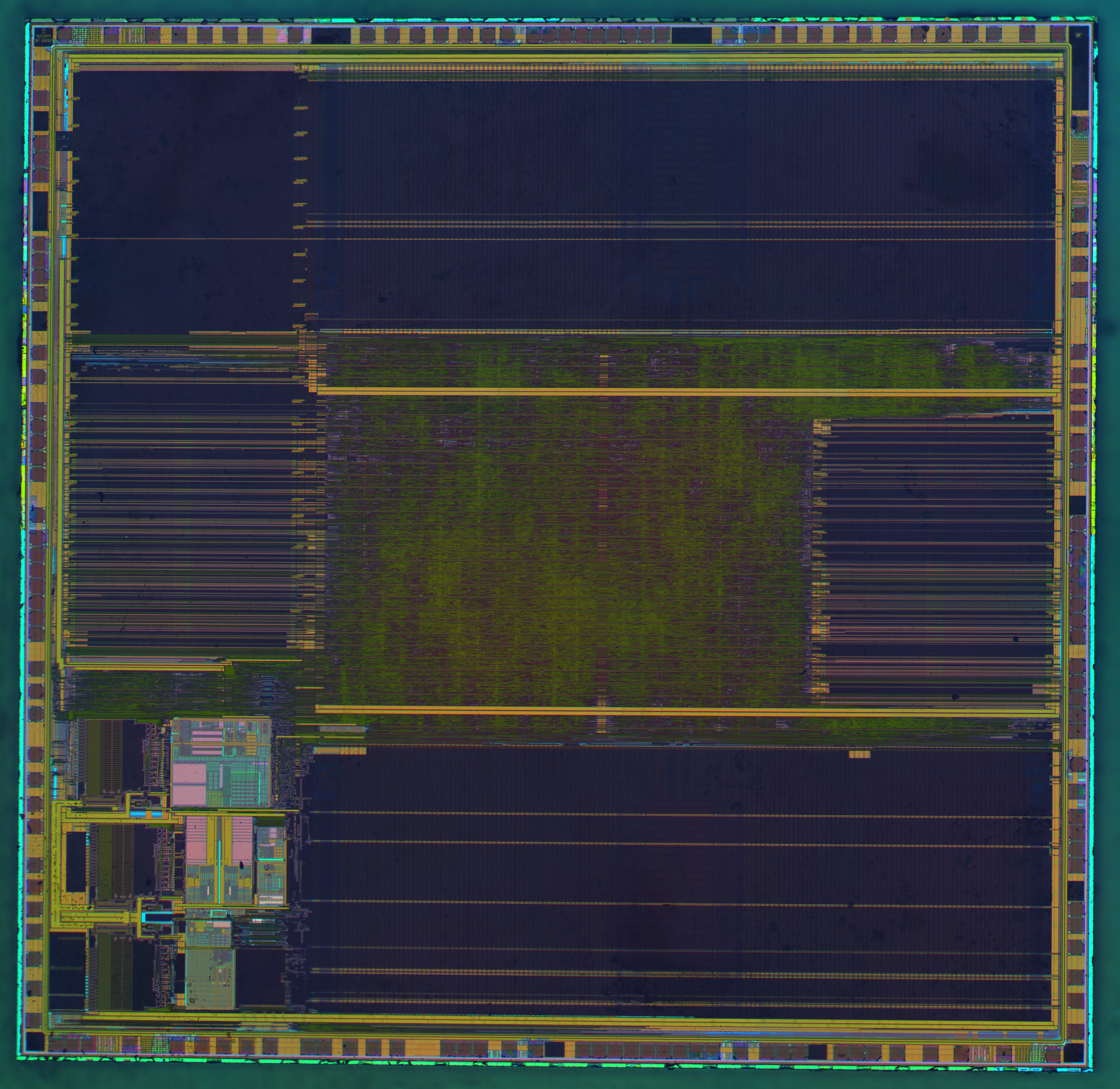
STM32F103VGT6的裸晶

STM32，是由意法半导体基于ARM Cortex-M研制和生产的一系列32位单片机。

## 主要系列
- STM32MP1、H7、F7、F4、F2：高性能系列，可实现人机界面等复杂应用。
- STM32G4、G0、F3、F1、F0：主流系列，可以以8/16位单片机的价格实现更强的性能。
- STM32L5、L4、L4+、L1、L0：低功耗系列，适合使用锂一次电池供电的产品。

## 编程和调试
STM32CubeIDE、IAR、Keil等集成开发环境可以为STM32开发程序。
STM32支持SWD调试，但需要注意的是，V8及以前版本的J-Link（含 J-Link OB）不适用于STM32H7及其他基于Cortex-M7架构的单片机。

## 脚注
1. ↑  https://www.st.com/zh/microcontrollers-microprocessors/stm32-32-bit-arm-cortex-mcus.html[裸链].